# ベストプラクティス
ベストプラクティス（英: best practice）とは、ある結果を得るのに最も効率のよい技法、手法、プロセス、活動などのこと。最善慣行、最良慣行と訳されることもある。また、仕事を行うために最も効率のよい技法、手法などがあるという考え方をいう。すなわち適切なプロセスを確立し、チェックと検証を行えば、問題の発生や予期しない複雑さを低減させて、望ましい結果が得られると考える。

## 概要
ベストプラクティスという概念はそれほど新しいものではない。フレデリック・テイラー (1911) は、「それぞれの商売の各要素に使われる様々な方法や実装に対して、常にさらに迅速で良い方法や実装が存在する」としている。この観点から "one best way" (Kanigel, 1997) という考え方が生まれた。
しかし、歴史を見れば、最良の方法として業界標準を受け入れなかった人々の例が多数存在している。イギリスとアメリカ合衆国での産業革命以来の様々な大きな技術革新がこの事実を例証している。例えば長らく交通の手段として馬が用いられてきたのだが、ある時、馬を使わない自動車が発明された後も、「馬が最良の交通手段」と見なしていた時期があった。今日では、様々な自動車が普通に使われており、馬を交通手段とする人はほとんどいない。
もっと最近の例として、1968年のメキシコシティオリンピックで、ディック・フォスベリーは走高跳の革新的な技法を生み出した。後に背面跳びと呼ばれるようになった技法で、彼は金メダルを獲得した。彼がライバルと同じく当時の「ベストプラクティス」に従っていたら、金メダルは獲得できなかっただろう。つまり、彼は「ベストプラクティス」を無視することで、ライバル達よりも良い成績を達成したのである。また同時に彼は、新たな「ベストプラクティス」を生み出したとも言える。標準の目的は一種の鉛直線を提供することであり、従って標準は「他の人たちはどうしているか?」ではなく、「何が可能か?」でなければならない。

## 情報技術とベストプラクティス
ベストプラクティスは、企業資源計画 (ERP) システムなどによく使われている。一般にいくつかの相反する選択肢からベストプラクティスを選択しコンピュータシステム内に定義することができるとされている。したがって、同業種の企業は同じ手続きを利用することで、理論上はその経営を改善できる。
人事管理システムもベストプラクティスを実装した例である。企業の人材を管理する様々な標準的手続きが定義されている。ベストプラクティスや標準を企業運営の手法として選択することで、そのようなシステムは様々な企業で利用できるものとなる。
そのようなシステムは元来制限的であるため、そのようなソフトウェアを使ってベストプラクティスを実装することで、企業に1つの標準に準拠することを強いることになる。その標準から逸脱しようとすると、ソフトウェアの改造を必要とする可能性があり、そのような費用を避けようとすると、標準に準拠することを選ばざるを得なくなる。
新たなベストプラクティスや業界標準の変化は、そのようなシステムの設計に重大な影響を与える。最近ではそのような変化が加速しており、いかに迅速にベストプラクティスを定義し実装するかが多くのベンダーの課題となっている。

## 常に進化するベストプラクティス
ベストプラクティスは、変化のない固定的なものではない。ベストプラクティスは、常に学習し改善し続ける精神であるともいえる。
例えば、American Productivity and Quality Centre (APQC)  は、「成功したベンチマーキングとベストプラクティス移転に共通する3つのテーマ」として次の事柄を挙げている。
1. 移転は人間同士のプロセスである。共有と移転の前に意味のある関係構築がある。
2. 学習と移転は対話的で同時進行的で動的なプロセスであり、静的な知識に留まらない。従業員は、日々何か新しいものを発明し、即席に作り、学んでいる。
3. ベンチマーキングは個人と組織の学習意欲に基づいている。好奇心と学習意欲が成功の鍵となる。

ベストプラクティスは、各人が従うべき型にはまった形式を持もたない。経営の観点では、ベストプラクティスはよいプロセスと計画の概念であり、それを経営に生かすプロジェクトが必要とされる。

## 関連する分野
ベストプラクティスは、以下のような分野/領域に適用されている。
- 反復型開発
- 品質保証
- パフォーマンス・エンジニアリング
- リスクマネジメント
- 変革管理
- バグ管理システム
- ユースケース
- 要求管理
- 根拠に基づく医療
- 土地利用に関する計画と管理
- 地方公共団体

ベストプラクティスは新たなソフトウェアの開発など技術開発でも使われており、他にも建築、交通、経営管理、持続可能性開発、プロジェクトマネジメントでも様々な観点で使われている。
ベストプラクティスは、販売、製造業、教育、ソフトウェア開発、道路建設、医療、保険、会計など様々な業種で使われている。
ベストプラクティスを文書化したり図式化するのは、時間のかかる複雑な作業であり、そのような作業を行わない企業も多い。
コンサルティング業者の中には、ベストプラクティスに特化したものもある。そのような業者は、ビジネスプロセス文書を標準化するテンプレートを予め用意している。コンサルティングによって企業にベストプラクティスをもたらすには、その企業の特殊性と一般性のバランスをとる特殊な才能が必要である。